# Download (gruppo musicale)
I Download sono un gruppo canadese di musica elettronica e industriale. Con la sola eccezione di Cevin Key degli Skinny Puppy, i membri dei Download sono cambiati costantemente nel corso della loro carriera, e hanno contato Dwayne Goettel, Phil Western, Mark Spybey, Anthony Valcic, e Ken Marshall.

## Storia

### Anni 1990
Durante i primi anni novanta, con l'accrescere delle tensioni all'interno degli Skinny Puppy, Dwayne Goettel e Cevin Key formarono un duo il cui stile era sulla falsariga di quello degli Skinny Puppy. Poco più tardi, si unì ad essi Mark Spybey dei Zoviet France, che Key aveva già conosciuto a Vancouver anni prima. Il nome scelto dal gruppo, Download, è tratto dall'ultima traccia dell'album Last Rights degli Skinny Puppy .
La formazione esordì con Furnace (1995), una prova ostica e sperimentale i cui brani, la cui durata spazia dai quattro ai nove minuti di durata, vedono protagonisti le voci di Spybey e di Genesis P. Orridge. Qualche mese più tardi seguì Microscopic (1996), contenente tre tracce remixate dai Download, Biosphere, e i Newt, e cinque brani originali.
La colonna sonora di Charlie's Family (1996) venne realizzato combinando fra loro molti campionamenti distorti a una base ritmica più semplice di quella che caratterizzava le uscite precedenti.
The Eyes of Stanley Pain (1996) è ritenuto l'album più diversificato e accessibile dei Download. I brani in esso contenuto durano circa quattro minuti, ad eccezione di Collision, che supera i dieci minuti di durata. L'EP Sidewinder (1996) contiene quattro remix firmati dai Download e tratti da The Eyes of Stanley Pain e gli Haujobb.
Pur rimanendo in qualche modo fedele al sound sperimentale dei primi Download, III (1997) segnò un improvviso allontanamento dalla musica post-industriale, e una virata verso l'Intelligent dance music.

### Anni 2000
Attenendosi al percorso elettronico inaugurato con III, i Download pubblicarono Effector (2000), album dalle sfumature ambientali che si piazzò al dodicesimo posto delle classifiche RPM di CMJ.
I seguenti Inception (2002) e III Steps Forward (2002) appartengono alla serie di album From The Vault della Subconscious Studio. Il primo contiene gli outtake del primo periodo sperimentale, mentre il secondo raccoglie quelli di III ed Effector più nuovi brani. Originariamente, i due album vennero pubblicati in tiratura limitata a mille copie.
Durante il mese di dicembre del 2006, Cevin Key annunciò l'uscita di un nuovo album che uscirà quattro mesi più tardi, ovvero Fixer.
Alla fine del 2009, la Subconscious annunciò l'uscita della serie Beyond the Vault di cui avrebbe fatto parte l'album Helicopter dei Download. Il sito web ufficiale della Subconscious riporta che Helicopter contiene delle tracce eseguite con alcuni dei più vecchi sintetizzatori in suo possesso.

### Anni 2010
La band dichiarò che, nel corso del tour SubCon Beyond Fest del 2010,  avrebbe venduto un EP intitolato Wookie Wall. Sebbene la formazione canadese fosse riuscita a commissionare la cover di Wookie Wall, i Download non riuscirono a pubblicarlo in occasione della tournée. Tuttavia, tre delle tracce che avrebbero dovuto comporlo sono contenute in una riedizione di Helicopter.
Un'edizione speciale di Furnace intitolata Furnance Re:dux fa parte della serie From the Vault II, e il suo secondo disco contiene improvvisazioni e jam dal vivo dei Download.
L'11 giugno 2013, i Download pubblicarono il nono album in studio Lingam. Nelle scritture indù, il lingam è il pilastro cosmico senza inizio e senza fine, che simboleggia la natura infinita di Shiva. Lingam si ispira alla musica d'ambiente in modo non troppo dissimile da Effector e Fixer.
L'8 marzo 2019, i Download pubblicarono la loro prova in studio Unknown Room, registrata a Los Angeles in un arco di tempo di vari anni. Unknown Room viene ricordato per essere stato l'ultima registrazione musicale a cui prese parte Phil Western, che morì poco prima dell'uscita dell'album.

## Formazione

### Attuali
- Cevin Key

### Ex membri
- Phil Western
- Mark Spybey
- Dwayne Goettel
- Anthony Valcic
- Ken Marshall

## Discografia

### Album in studio
- 1995 – Furnace
- 1996 – Charlie's Family
- 1996 – The Eyes of Stanley Pain
- 1997 – III
- 2000 – Effector
- 2002 – III Steps Forward
- 2007 – Fixer
- 2009 – Helicopter
- 2019 – Lingam
- 2019 – Unknown Room

### Extended play
- 1996 – Microscopic
- 1996 – Sidewinder
- 2019 – 44 Days

### Album compilation
- 2002 – Inception: The Subconscious Jams 1994-1995